# Андигена строкатодзьоба
Андигена строкатодзьоба (Andigena laminirostris) — вид дятлоподібних птахів родини туканових (Ramphastidae).

## Поширення
Вид поширений вздовж східного схилу Анд від Нариньйо на південному заході Колумбії до річки Чанчан на заході Еквадору.

## Опис
Птах середнього розміру, від 42 до 53 см завдовжки. Його дзьоб має довжину 10 см. Самці мають середню вагу 314 грам, а самиці 303 грами. Два пальці ноги спрямовані вперед і два назад. Верхня частина крил оливково-золотистого кольору, а нижня частина яскраво-синя з бічними жовтими позначками. Верхівка і потилиця чорні, круп яскраво-жовтий, а стегна червонувато-коричневого кольору. Пір'я хвоста сірі з темно-зеленими і червоними кінчиками. На обличчі жовті та жовто-зелені плями, а райдужна оболонка червона. Дзьоб чорного кольору з ділянками червоного та кольору слонової кістки.

## Спосіб життя
Харчується плодами і насінням. Також споживає комах, інших безхребетних і деяких дрібних хребетних. Гніздиться в порожнині дерева.